# Deklinacja (astronomia)

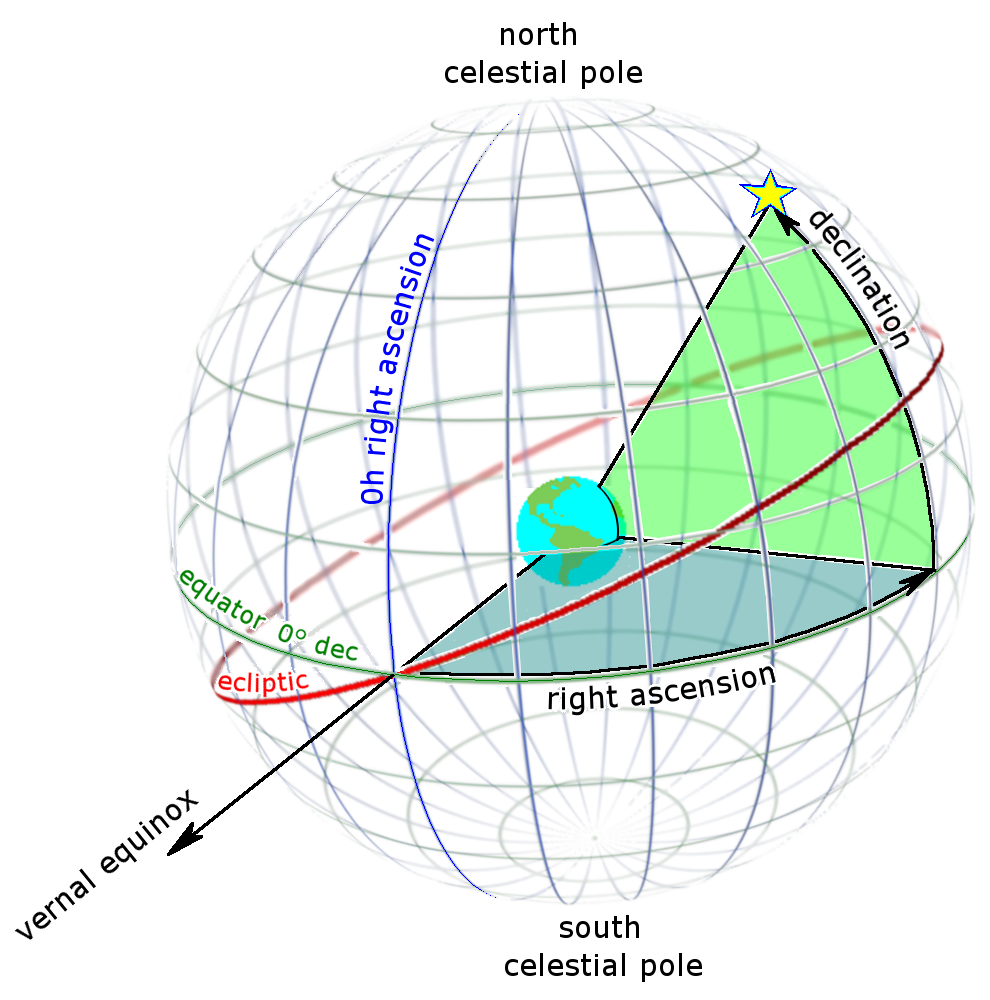
Rektascensja (ang. – right ascension) i deklinacja zaznaczone na sferze niebieskiej.

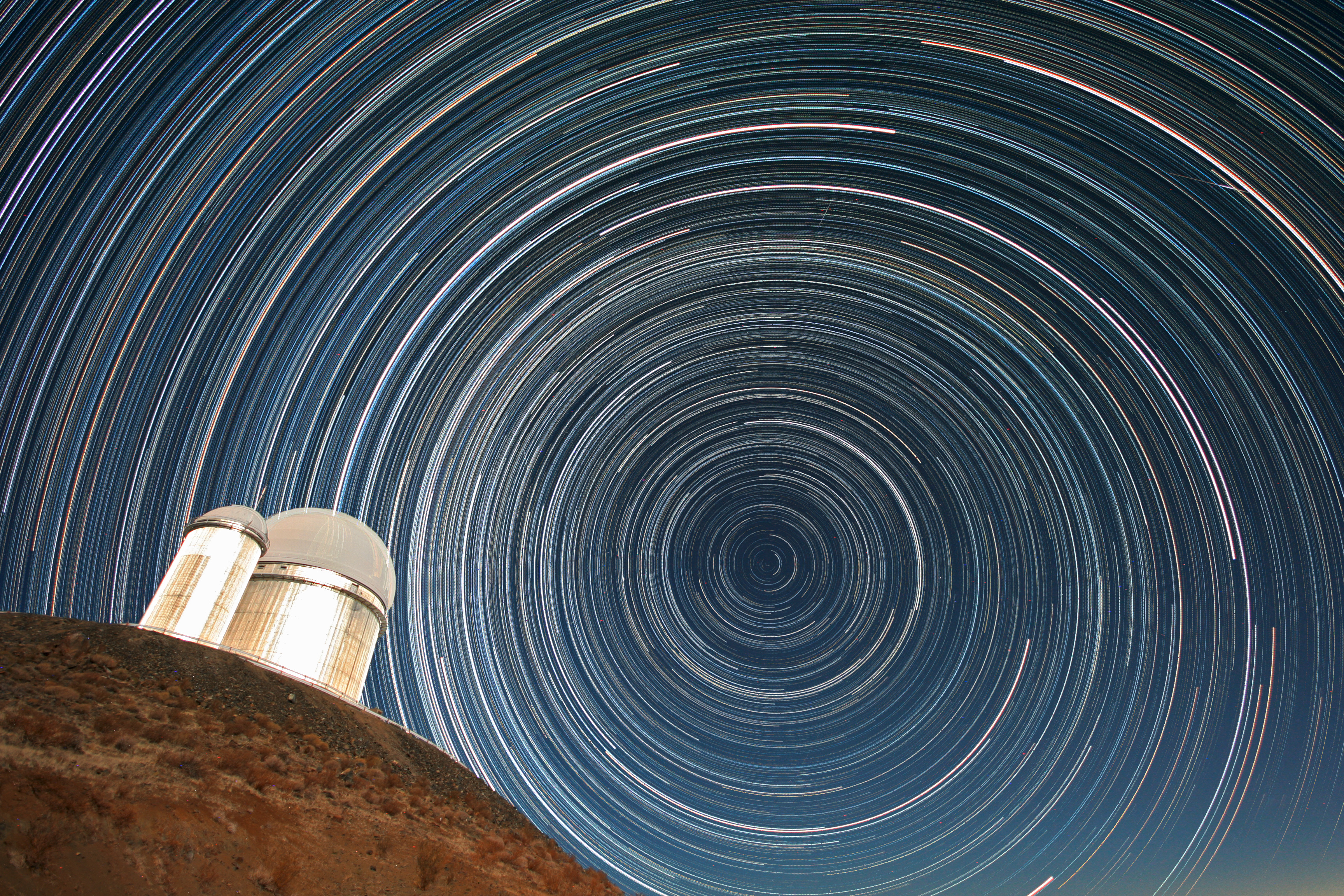
Długoczasowe zdjęcie ilustrujące ruch dobowy nieba. Gwiazdy zdają się zataczać kręgi wokół bieguna niebieskiego (δ = 90°). Najdłuższe ślady zakreślają ciała znajdujące się na równiku niebieskim (δ = 0°). Dystans pokonywany w czasie ekspozycji na detektorze jest proporcjonalny do cosinusa deklinacji.

Deklinacja (łac. declinatio – „odchylenie”, oznaczana symbolem δ) – jedna ze współrzędnych określających położenie ciała w obydwu układach równikowych: równonocnym i godzinnym. Definiujemy ją jako kąt pomiędzy kierunkiem poprowadzonym od obserwatora do obiektu a płaszczyzną równika niebieskiego. Obiekty położone na północnej półkuli nieba mają deklinację dodatnią (od 0° do 90°), a na południowej ujemną (od 0° do -90°).
Zjawisko precesji skutkuje powolną zmianą współrzędnych astronomicznych (w tym rektascensji). Dlatego też oprócz nich podaje się również epokę, dla której zostały one wyznaczone (np. J2000.0).

## Warunki widoczności ciał niebieskich
Dla obserwatora znajdującego się na północnej szerokości geograficznej {\displaystyle \varphi ,} ciała niebieskie o deklinacji
{\displaystyle \delta >90^{\circ }-\varphi }
znajdują się cały czas nad horyzontem (również podczas dolnej kulminacji). Gwiazdy spełniające ten warunek nazywamy okołobiegunowymi (nigdy niezachodzącymi).
Obiekty, których deklinacja
{\displaystyle \delta <\varphi -90^{\circ }}
nigdy nie pojawiają się nad horyzontem.
Te znajdujące się w paśmie
{\displaystyle 90^{\circ }-\varphi >\delta >\varphi -90^{\circ }}
podczas jednej doby gwiazdowej zarówno wschodzą, jak i zachodzą.
Wysokość ciała niebieskiego nad horyzontem podczas górowania (w trakcie przechodzenia przez południk niebieski) wynosi
- dla {\displaystyle \delta >\varphi } (górowanie na północ od zenitu):

{\displaystyle h=90^{\circ }+\varphi -\delta }
- dla {\displaystyle \delta <\varphi } (górowanie na południe od zenitu):

{\displaystyle h=90^{\circ }-\varphi +\delta .}
W przypadku, gdy {\displaystyle \delta =\varphi ,} górowanie następuje w zenicie.